# Jacques Chambon
Jacques Chambon   (Bordeus, 23 de maig de 1931 - Aurenja, 4 de maig de 1984), va ser un oboista de música clàssica francès. Concertista, músic de cambra i pedagog, va ser un reconegut virtuós de l'oboè francès al segle xx.

## Biografia
Amb prou feines adolescent, va guanyar un primer premi d'oboè al Conservatori de Bordeus el 1948 i l'any següent un primer premi de trompa anglesa. Els seus primers temps el van portar a Chatelet i L'Européen, rue Biot; coneix el percussionista Michel Plasson a la fossa de l'orquestra mentre a l'escenari toquen la seva futura esposa Colette Monroy i Roger Nicolas a l'opereta Mon P'tit Pote. Va fer gires de 1953 al 1957, a partir de 1958, va fer gires amb orquestres de París, ràdios franceses i estrangeres, va participar en les temporades d'estiu de Vichy, Biarritz, Aix-en-Provence, Mazamet, Albi... Va formar part dels Concerts Lamoureux, i va participar en la primera gira americana de l'orquestra d'Igor Markevitch l'any 1958. Jacques Chambon va ser escollit per Marius Constant quan es va crear l'"Ensemble Ars Nova" el 1963. Co-solista de l'Orchestra París quan es va crear l'orquestra el 1967, va participar en el conjunt instrumental "Maxence Larrieu" i va realitzar nombroses gires amb Jean-François Paillard.
Jacques Chambon, primer professor dels conservatoris de Créteil i Évreux, va ser nomenat l'any 1980 professor al flamant Conservatori Nacional de Música i Dansa de Lió.
La seva sobtada mort entre Lió i Marsella on l'esperaven l'Orchestre de París i Daniel Barenboim no li va donar temps de veure continuar les Trobades Musicals a l'Abadia-Escola de Sorèze -rebatejada després de la seva mort "Académie Jacques Chambon"- que es va crear l'any 1982. Jacques Chambon és enterrat a la volta familiar del cementiri Chartreuse de Bordeus.
Jacques Chambon va deixar enregistraments d'unes dues-centes obres que cobreixen part del repertori barroc, en particular amb Jean-François Paillard, Claudio Scimone, Pierre Pierlot, Maxence Larrieu, Maurice André, Karl Ristenpart i Paul Hongne. Va rebre nombrosos premis d'enregistrament, inclòs el primer premi de l'Académie Charles Cros el 1961 pel concert per a oboè en do major de Joseph Haydn i tres "Grands Prix du Disque" a Erato.
La seva dona, Colette Chambon de soltera Duval, actriu a Rouen i després a París sota el pseudònim de Colette Monroy, va morir el 24 d'agost de 2011 a Tolosa de Llenguadoc; el seu fill Frédéric, nascut el 1959, viu a Gaillac, entre Tolosa i Albi, llocs de les darreres gires d'estiu del seu pare.